# Lewis Thomas Wattson
Lewis Thomas (in religione Paul James) Wattson (Millington, 16 gennaio 1863 – Graymoor, 8 febbraio 1940) è stato un presbitero statunitense, fondatore della congregazione dei Frati Francescani dell'Atonement.

## Biografia
Figlio di un pastore episcopaliano e pastore egli stesso (dal 1886), il 15 dicembre del 1898 diede vita alla "Society of the Atonement", una comunità religiosa protestante dedita all'attività ecumenica e ispirata al terz'ordine francescano.
Nel 1908 istituì la pratica dell'ottava di preghiera per l'unità dei Cristiani, che in seguito divenne la settimana di preghiera per l'unità dei cristiani.
Nel 1909 si convertì al cattolicesimo insieme alla sua comunità, che venne riconosciuta dalla Santa Sede come congregazione religiosa: l'anno seguente venne ordinato sacerdote.